# Wolfgang Hofmann
Wolfgang Hofmann (ur. 30 marca 1941 w Kolonii, zm. 12 marca 2020 tamże) – niemiecki judoka. Srebrny medalista olimpijski z Tokio.
Reprezentował barwy Republiki Federalnej Niemiec. Zawody w 1964 były jego jedynymi igrzyskami olimpijskimi. Zdobył, w barwach olimpijskiej reprezentacji Niemiec, srebro w wadze do 80 kilogramów. Dwukrotnie zdobywał tytuł indywidualnego mistrza Europy (1965 – amatorów, 1968). Siódmy na mistrzostwach świata w 1969. Jako senior wywalczył cztery tytuły mistrza kraju.